# Planetário da Gávea
Planetário da Gávea ist ein Jazzalbum von Hermeto Pascoal e Grupo. Die im Februar 1981 im Planetário da Gávea, Rio de Janeiro, entstandenen Aufnahmen erschienen am 25. Februar 2022 auf Far Out Recordings.

## Hintergrund
Das Konzert, bei dem Hermeto Pascoal auftrat, fand im Februar 1981 im Stadtteil Gávea von Rio de Janeiro unter der Kuppel des Planetário (Planetarium) statt. Hermeto Pascoal stellte seine neue Bandformation vor, die einfach „O Grupo“ (Die Gruppe) hieß. Die Konzertreihe im Planetário markierte die Geburtsstunde von „O Grupo“, die mit der gleichen Besetzung (abgesehen von Zé Eduardo Nazário) die nächsten elf Jahre bestehen sollte. Es war einer der ersten Auftritte des Saxophonisten/Flötisten Carlos Malta mit der Gruppe, und bei dem Konzert traten ungewöhnlicherweise zwei Schlagzeuger auf, Zé Eduardo Nazário und Marcio Bahia. Nazário, aus São Paulo, hatte bereits Mitte der 1970er-Jahre bei Hermeto Pascoal gespielt (sowie bei Milton Nascimento, Egberto Gismonti und Toninho Horta); Bahia war jedoch gerade erst der Gruppe beigetreten. Jovino Santos Neto war an den Keyboards, Klavier und Orgel, und Itiberê Zwarg (der lange in Hermetos Band blieb) spielte Bass. Abgerundet wurde die Gruppe durch den Perkussionisten Pernambuco.
Die meisten Kompositionen, die an diesem Abend im Planetário aufgeführt wurden, waren noch nie zuvor aufgenommen worden, darunter „Homônimo Sintróvio“, „Samba Do Belaqua“, „Vou Pra Lá e Pra Cá“ und „Bombardino', das Hermetos Call-and-Response-Mundstück-Monolog enthält. Hinzu kamen „Jegue“,  Era Pra Ser e Não Foi“ und „Ilza na Feijoada“ (inspiriert von Hermetos‘ Frau Ilzas Eintopf mit schwarzen Bohnen und Fleisch), die Hermeto später auf seinem Studioalbum Lagoa da Canoa Município de Arapiraca von 1984 aufnahm.

## Titelliste
- Hermeto Pascoal e Grupo: Planetário da Gávea (Far Out Recordings FARO229DCD)[2]

### LP-Edition
A1 Samba Do Belaqua – 13:45

A2 Era Pra Ser e Não Foi – 12:39
B1 Vou Pra Lá e Pra Cá – 13:53

B2 Bombardino – 9:13
C1 Jegue – 10:34

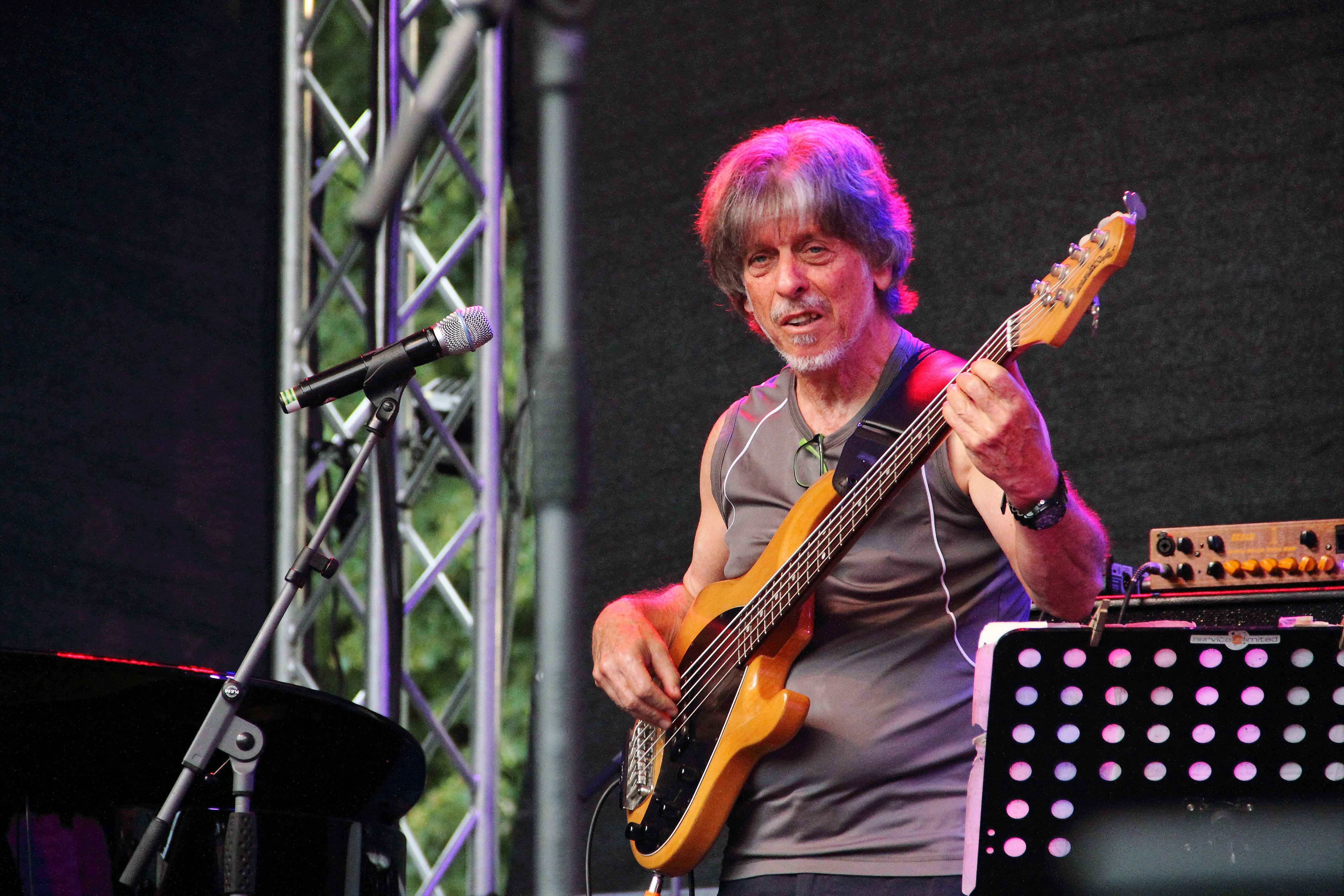
Itiberê Zwarg in der Band von Hermeto Pascoal auf dem Rudolstadt-Festival 2016

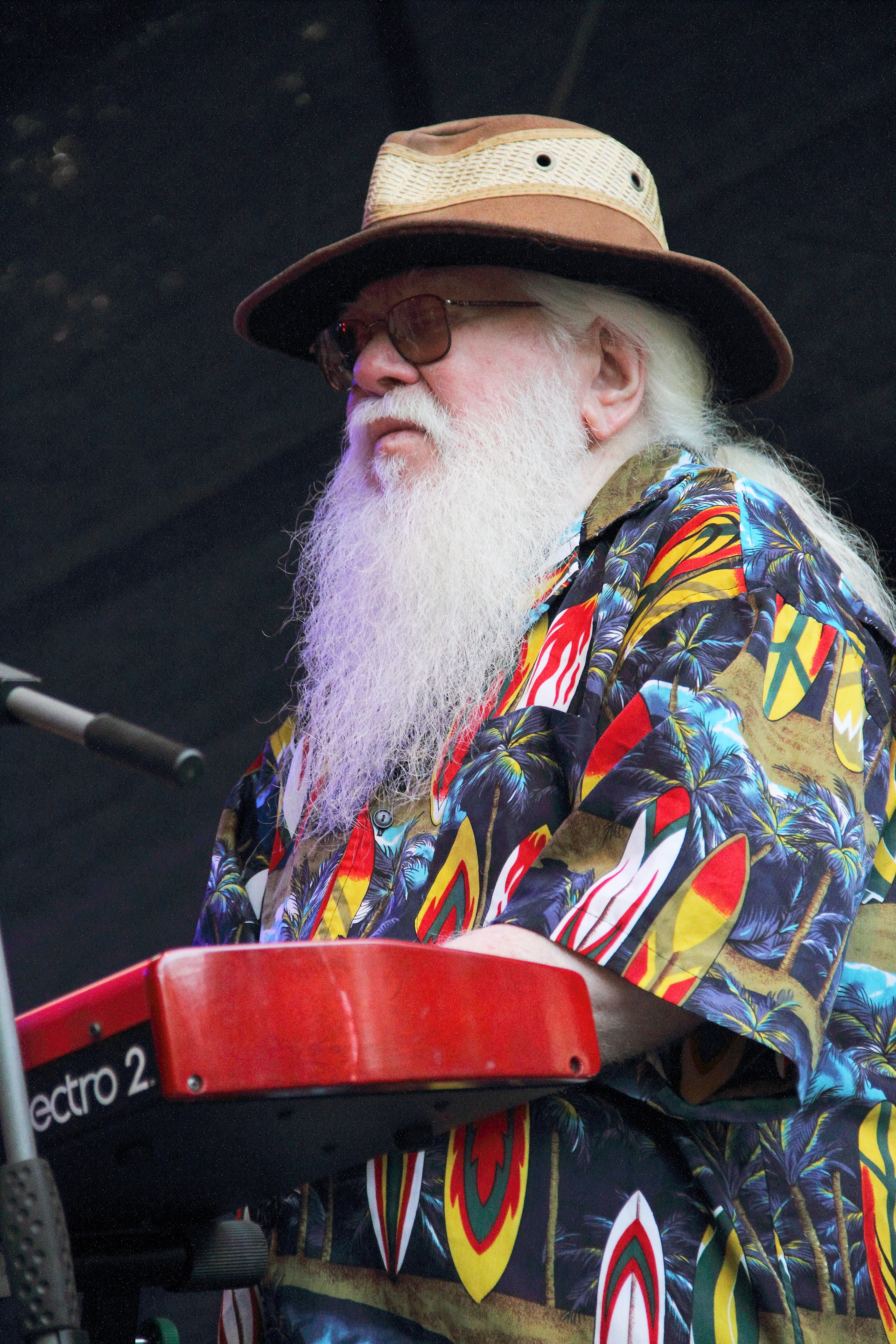
Hermeto Pascoal auf dem Rudolstadt-Festival 2016

C2 São Jorge / Ilza na Feijoada – 15:02

C3 Duo de Bateras Part II – 1:21
D1 Homônimo Sintróvio – 24:03

D2 Homônimo Sintróvio Part II – 1:55

### CD-Edition
1. Paz Amor e Esperança / Homônimo Sintróvio 32:44
2. Samba Do Belaqua 13:18
3. Vou Pra Lá e Pra Cá 13:26
4. Bombardino 8:55
5. Era Pra Ser e Não Foi 12:15
6. São Jorge / Ilza na Feijoada 14:33
7. Duo de Bateras 7:09
8. Duo de Bateras II 1:16
9. Ferragens 04:20
10. Jegue 10:14

Die Kompositionen stammen von Hermeto Pascoal.

## Rezeption
Ken Micallef schrieb in JazzTimes, Planetário da Gávea 1981 in Rio de Janeiro aufgenommen, sei eine Art Zeitreise-Konzert unter der Leitung des Musikers, Komponisten, Zauberers und Dichters Hermeto Pascoal. Der Mitschnitt dieser glückseligen Darbietung sei so atmosphärisch und bezaubernd, dass man spüren würde, wie einem die Luft von Rios Favelas, Stränden und der „Altstadt“ wie eine verzauberte Schlange den Rücken hinaufkrieche. Bestehend aus weitgehend unveröffentlichten Kompositionen und Performances, zeige Planetário da Gávea das hohe Maß an Kommunikation der Gruppe sowie Pascoals unberechenbare Führung und spontane Persönlichkeit.